# Çamlıca, Vezirköprü
Çamlıca là một xã thuộc huyện Vezirköprü, tỉnh Samsun, Thổ Nhĩ Kỳ. Dân số thời điểm năm 2022 là 249 người.